# 心物問題
心物問題（英語：Mind–body problem），又譯為心身問題、身心問題，一個傳統的哲學問題，討論心靈（mind）與物質之間的關係，探討心靈如何透過身體，與外在世界進行互動，相互影響。比較狹義的討論中，集中於意識與大腦之間的關係。
這個哲學問題的歷史悠久，在亞里斯多德之前的古希臘哲學家已經開始對它進行討論，中世紀阿拉伯世界的伊本·西那也對這個問題進行討論。近代哲學中，笛卡爾重新審視了這個問題，提出了笛卡爾二元論的見解。唯心論認為所有物質都是基於心靈存在，因此只有心靈存在；物理論認為，心靈是基於物質運作而產生的現象。
心物問題是重要的哲學問題，哲學家藉此探討心靈如何得以與肉體（Body）及世界互相影響。有些人認為心靈並不是物質，有些人則認為心靈只是肉體運作時所產生的作用。在這一問題上，目前仍然沒有明確的共識。

## 各種理論的觀點

### 唯心論
唯心論認為物質源自心靈，因此只有心靈是真實的。然而，唯心論自近代以來受到猛烈批駁，目前已經不受英語世界主流社會認可。

### 物理論
物理論認為，心靈是一種物理現象，由身體組織的運作而產生，提出心身（mindbody）一體論。

### 心物二元論
本主題或以下段落文字，移動自心物二元論。
心物二元論是一個心靈哲學理論，由著名哲學家笛卡兒所創立，其認為心靈及物質是構成萬物的始基。
心身二元論的根本論據是指人是由「心靈」和「肉體」兩部份所構成的，兩者並不是完全分離的，而是像一枚硬幣有着兩面那樣，作為同一樣事物的兩個方面而存在，故此兩者之間既有關聨，又完㒰不會互相影響，這與庸俗唯物論的「一個人的肉體就是他的全部」這種論點相對立。
在過去，哲學家一直都認為不能夠被進行的思維試驗，隨着複製人類可能會出現一事 而開始有可能會在將來被進行：
1. 假若複製人與「他」的元祖擁有相同的思維和記憶，那表示「唯物論」的觀點完全正確；
2. 假若複製人只是一具不會思考的哲學殭屍，那表示笛卡兒的觀點完全正確；
3. 但更大的可能是複製人與「他」的元祖一樣擁有思維的能力，但並不繼承元祖的任何思想內容（記憶），而是像一個新生的嬰兒一樣。

雖然心身二元論曾經佔據重要地位，但是 心靈與肉體之間完㒰沒有經驗上能夠被證實的連接點 這一論點已被證明會對心身二元論造成論理上的問題，許多心靈哲學家堅持認為心靈與肉體並不是完㒰不會互相影響的，後者所持有的這些觀點在科學領域特別有影響力，特別是在 社會生物學、電腦科學、進化心理學及神經科學 的領域。

## 心身二分法
本主題或以下段落文字，移動自心身二分法。
心身二分法（Mind-body dichotomy），是指一种认为精神现象在某种程度上独立于身体的观念。它是二元论的出发点，透过笛卡尔的哲学而为西方世界关注，虽然它在一些亚里士多德之前的理念（如柏拉图）和阿维森纳主义中已经出现。
心身二分法现实观往往使人认为肉体是没多大价值的。对心身二分法的排斥可以在法国结构主义思想中找到，那是战后法国哲学的常見立场。

## 参見
- 哲學殭屍
- 二元論
- 靈魂